# IOS 15
iOS 15 — пятнадцатый крупный релиз мобильной операционной системы iOS, разработанной Apple для линеек продуктов iPhone и iPod Touch. Она была анонсирована на Всемирной конференции разработчиков компании 7 июня 2021 года как преемница iOS 14 и выпущена для публики 20 сентября 2021 года. 
iOS 15 — это финальная версия iOS, которая поддерживает iPhone 6s и 6s Plus, iPhone SE первого поколения, iPhone 7 и 7 Plus, а также iPod Touch 7, поскольку ее преемница, iOS 16, прекращает поддержку этих моделей, включая iPod Touch седьмого поколения. iOS 15 получила в основном смешанные отзывы от пользователей. Хвалилось изменение виджетов и удобство использования, а критиковалась плохая работа на старых устройствах и малое количество изменений.
6 июня 2022 года на WWDC 2022 была анонсирована её преемница — iOS 16. iOS 15 была официально заменена iOS 16 12 сентября 2022 года.

## Нововведения

### Уведомления
- Уведомления получают новый вид с фотографиями контактов для всех коммуникационных приложений и увеличенными значками приложений. При получении уведомления пользователь может отключить звук в соответствующем приложении на один час или на весь день[5].
- Сводка позволяет пользователю группировать и откладывать уведомления, поступающие от выбранных приложений, доставляя их в запланированное время в одном большом уведомлении, называемом сводным уведомлением[6].

### Живой текст
- Устройства с чипом A12 или более поздней версии поддерживают Live Text во всех приложениях, который может транскрибировать текст с камеры в реальном мире, изображения, фотографии с помощью распознавания текста искусственного интеллекта с использованием Neural Engine[7].

### Умные стеки с предлагаемыми виджетами
- Виджеты в iOS 15 более динамичны: в зависимости от контекста система может добавлять или удалять виджеты в существующие стеки. Например, в начале определенного события в календаре система может решить добавить виджет календаря в существующий интеллектуальный стек, если он еще не присутствует, а затем удалить его в конце события[8].

### Перетаскивание между приложениями
- Теперь пользователи могут перетаскивать изображения и текст из одного приложения в другое. Ранее эта функция была доступна только в iPadOS[9].

### Home
- Теперь пользователи могут изменять порядок или удалять различные главные экраны, а также скрывать или ограничивать выбранные главные экраны, используя режим фокусировки[10].

### Размер текста для каждого приложения
- В Центре управления можно установить размер текста для каждого приложения[11].

### Spotlight
- Функция глобального поиска была улучшена, и она также доступна на экране блокировки, потянув страницу вниз[11].

### Диктовка
- Ранее ограниченная 60 секундами диктовка голоса в текст, доступная на клавиатуре, больше не ограничена[12].

### Общесистемный перевод
- Общесистемный перевод позволяет пользователю переводить текст во всех приложениях, выбирая его и нажимая кнопку «Перевести»[13].

### Регулирование скорости воспроизведения видео
- Системный проигрыватель по умолчанию, используемый для видео и многими приложениями, позволяет регулировать скорость воспроизведения[14].

### Видеоэффекты и режим микрофона
- «Видеоэффекты» и «Режим микрофона» — это две новые команды в Центре управления, которые позволяют пользователю добавлять эффект «Портрет» к камере и устанавливать для режима «Микрофон» значение «Изоляция голоса» в любых приложениях[15].

### Улучшения доступности
- Доступность для каждого приложения: каждое приложение может иметь разные настройки специальных возможностей для настройки текста (жирный текст, крупный текст, формы кнопок, включение/выключение меток, уменьшение прозрачности), увеличения контрастности, уменьшения движения, автоматического предварительного просмотра видео и так далее[16].
- Исследование изображений с помощью VoiceOver: он описывает фотографии, чтобы дать пользователям с плохим зрением больше информации о том, что отображается на фотографии[17].
- Звуковые диаграммы: платформа специальных возможностей Audio Graphs позволяет представлять данные диаграммы со звуком для слепых и слабовидящих людей[18].

### iCloud
- Резервные копии в iCloud теперь можно делать и в сотовых сетях 5G[12].

### RealityKit 2
- Новая версия позволяет приложениям создавать более иммерсивные возможности дополненной реальности, используя новые API для еще более быстрого захвата объектов, настраиваемые шейдеры, динамические ресурсы, настраиваемые системы и управление персонажем[19].

### Аккаунты для школы и работы
- На iPhone можно добавить учетные записи вашей организации, управляемые школами или компаниями, без необходимости использования внешних приложений или профилей[20][21].

### StoreKit 2
- StoreKit 2 позволяет приложениям реализовать опцию «Запросить возврат» в приложении. Пользователи могут коснуться этой опции, выбрать конкретную покупку в приложении и определить проблему, которая привела к запросу на возврат[22]. Это также позволяет разработчикам отслеживать покупки, сделанные их пользователями, без использования сторонних решений[23].

### Focus
- Focus позволяет пользователям устанавливать свое «состояние», такое как работа, сон, не беспокоить или настраиваемый фокус. В зависимости от выбранного состояния пользователи могут установить тип уведомления, которое они хотят получать, и из какого приложения. Также можно выбрать, какие страницы, а затем и приложения показывать на главном экране в зависимости от состояния. Состояние может меняться автоматически в зависимости от времени или того, где находится пользователь[24].
- Фокус также контролирует взаимодействие с контактами, поэтому можно решить, какие конкретные контакты могут «беспокоить» пользователя[25].
- Некоторыми настройками экрана блокировки можно управлять в зависимости от состояния: например, функция затемнения экрана блокировки, которая затемняет экран блокировки из-за отсутствия отображения уведомлений на этом экране, может автоматически включаться или выключаться в зависимости от состояния[26].
- Фокус автоматически синхронизируется на разных устройствах iOS и macOS в одной учетной записи iCloud, а также на любых сопряженных устройствах watchOS[27].

## Поддерживаемые устройства
Все устройства, поддерживающие iOS 13 и iOS 14, также поддерживают iOS 15. Ниже приведен список устройств, поддерживающих iOS 15:
iPhone:
- iPhone 6S и 6S Plus
- iPhone SE (1-го поколения)
- iPhone 7 и 7 Plus
- iPhone 8 и 8 Plus
- iPhone X
- iPhone Xr
- iPhone XS и XS Max
- iPhone 11
- iPhone 11 Pro и 11 Pro Max
- iPhone SE (2-го поколения)
- iPhone 12 и 12 mini
- iPhone 12 Pro и 12 Pro Max
- iPhone 13 и 13 mini
- iPhone 13 Pro и 13 Pro Max
- iPhone SE (3-го поколения)

iPod Touch:
- iPod Touch (7-го поколения)

## Восприятие
Операционная система iOS 15 получила разные оценки критиков и пользователей.
Критики называли некоторые особенности iOS 15, например:
- Портал The Verge в своём обзоре назвал обновление «скучным» и отметил, что некоторые заявленные функции ещё не доступны. При этом отмечалось, что в релизной сборке нет проблем с производительностью и системными ошибками.
- Некоторые сотрудники Apple критиковали компанию за внедрение функции CSAM в iOS 15. Они были обеспокоены тем, что в будущем авторитарные государства могут заставить техно-компании использовать похожие алгоритмы для выявления «неугодных» лиц на фото[30].
- Профессор криптографии Мэтью Грин высказывал опасения, что Apple позволит правительствам стран использовать систему для обнаружения не только нелегального контента с детьми, но и в других целях — в частности, контроля политической оппозиции[31].

Пользователи также высказывали разные мнения об iOS 15. Некоторые пользователи называли новую версию ОС скучной. Однако были и те, кто отмечал некоторые нововведения, например функцию «Фокусирование», которая помогала сосредоточиться на повседневных задачах и не отвлекаться на уведомления. 

## История
Первая бета-версия iOS 15 для разработчиков была выпущена 7 июня 2021 года, а первая общедоступная бета-версия — 30 июня 2021 года, через шесть дней после выпуска второй бета-версии для разработчиков. iOS 15 была официально выпущена 20 сентября 2021 года.

### История версий
|  | Предыдущий выпуск |  | Последний выпуск |  | Последняя версия для разработчиков |

| Версия      | Номер сборки | Дата выхода      | Примечания к выпуску            |
| ----------- | ------------ | ---------------- | ------------------------------- |
| 15.0 Beta 1 | 18A5301v     | 7 июня 2021      |                                 |
| 15.0 Beta 2 | 19A5281h     | 24 июня 2021     |                                 |
| 15.0 Beta 2 | 19A5281j     | 30 июня 2021     |                                 |
| 15.0 Beta 3 | 19A5297e     | 14 июля 2021     |                                 |
| 15.0 Beta 4 | 19A5307g     | 27 июля 2021     |                                 |
| 15.0 Beta 5 | 19A5318f     | 10 августа 2021  |                                 |
| 15.0 Beta 6 | 19A5325f     | 17 августа 2021  |                                 |
| 15.0 Beta 7 | 19A5337a     | 25 августа 2021  |                                 |
| 15.0 Beta 8 | 19A5340a     | 1 сентября 2021  |                                 |
| 15.0 RC     | 19A344       | 14 сентября 2021 |                                 |
| 15.0        | 19A346       | 20 сентября 2021 | iOS & iPadOS 15 Release Notes   |
| 15.0.1      | 19А348       | 1 октября 2021   |                                 |
| 15.0.2      | 19A404       | 11 октября 2021  |                                 |
| 15.1        | 19B74        | 25 октября 2021  | iOS & iPadOS 15.1 Release Notes |
| 15.1.1      | 19B81        | 17 ноября 2021   |                                 |
| 15.2        | 19C56        | 13 декабря 2021  | iOS & iPadOS 15.2 Release Notes |
| 15.2.1      | 19C63        | 12 января 2022   |                                 |
| 15.3        | 19D50        | 26 января 2022   | iOS & iPadOS 15.3 Release Notes |
| 15.3.1      | 19D52        | 10 февраля 2022  |                                 |
| 15.4        | 19E241       | 14 марта 2022    | iOS & iPadOS 15.4 Release Notes |
| 15.4.1      | 19E258       | 31 марта 2022    |                                 |
| 15.5        | 19F77        | 16 мая 2022      | iOS & iPadOS 15.5 Release Notes |
| 15.6        | 19G71        | 20 июля 2022     | iOS & iPadOS 15.6 Release Notes |
| 15.6.1      | 19G82        | 17 августа 2022  |                                 |
| 15.7 RC     | 19H12        | 7 сентября 2022  |                                 |
| 15.7        | 19H12        | 12 сентября 2022 |                                 |
| 15.7.1      | 19H117       | 27 октября 2022  |                                 |
| 15.7.2      | 19H218       | 13 декабря 2022  |                                 |
| 15.7.3      | 19H307       | 23 января 2023   |                                 |
| 15.7.4      | 19H321       | 27 марта 2023    |                                 |
| 15.7.5      | 19H332       | 10 апреля 2023   |                                 |
| 15.7.6      | 19H349       | 18 мая 2023      |                                 |
| 15.7.7      | 19H357       | 21 июня 2023     |                                 |
| 15.7.8      | 19H364       | 24 июля 2023     |                                 |
| 15.7.9      | 19H365       | 11 сентября 2023 |                                 |
| 15.8        | 19H370       | 25 октября 2023  |                                 |
| 15.8.1      | 19H380       | 22 января 2024   |                                 |
| 15.8.2      | 19H384       | 5 марта 2024     |                                 |
| 15.8.3      | 19H386       | 29 июля 2024     |                                 |
| 15.8.4      | 19H390       | 31 марта 2025    |                                 |

1. ↑  Только для iPhone 12, iPhone 12 mini, iPhone 12 Pro, iPhone 12 Pro Max, iPhone 13, iPhone 13 mini, iPhone 13 Pro и iPhone 13 Pro Max

### Изменения в обновлениях[33]
- Добавлены новые виджеты: Почта, Контакты, Game Center, Find My, App Store, Sleep, Apple Card.
- Новые эмодзи были добавлены в iOS 15.4.
- Обои iOS 13 были удалены в первой бета-версии iOS 15.
- В iOS 15 появились новые обои в двух режимах: светлом и темном.
- Вместо простого текста была добавлена гораздо более заметная новая функция погоды под названием «Сообщить о проблеме», а дизайн погоды был изменен и улучшен в iOS 15.5.
- Поддержка игровых контроллеров для App Store была добавлена в iOS 15.4.
- Поддержка ProRes для iPhone 13 Pro и iPhone 13 Pro Max была добавлена в iOS 15.1
- SharePlay был официально выпущен в iOS 15.1. Первоначально он присутствовал в бета-версиях iOS 15.0, но был отключен и скрыт за профилем разработчика перед окончательным выпуском[34].
- Добавлена возможность возможность инициировать сессии SharePlay прямо из поддерживаемых приложений в iOS 15.4.
- Кнопка пользовательского интерфейса SharePlay была обновлена и стала более простой в использовании в iOS 15.5.
- Поддержка итальянского и китайского (традиционный) для перевода веб-страниц Safari была добавлена в iOS 15.4.
- «Другое» хранилище было переименовано в «Системные данные».
- Apple Pay в приложении «Сообщения» был переименован в «Apple Cash» в iOS 15.5.
- В iOS 15.4 была добавлена новая гендерно-нейтральная голосовая опция для Siri.
- Подкасты получили новую настройку для ограничения эпизодов, хранящихся на вашем iPhone и iPad, и автоматического удаления старых в iOS 15.5.
- Заметки в связке ключей для iCloud были добавлены в iOS 15.4.
- Технология пароля была добавлена в iOS 15.5.
- В iOS 15.5 была добавлена поддержка «Права на учетную запись с внешней ссылкой».
- iTunes Pass был переработан и переименован в «Apple Account Card» в iOS 15.5.
- Карта Apple Account Balance получила новое изображение в iOS 15.5.Поддержка пользовательских доменов электронной почты для iCloud была расширена и добавлена в iOS 15.4.
- Инструмент Trade-In «Cosmetic Scan» для iPhone был добавлен в iOS 15.4.
- «Угловые жесты» для заметок в настройках были добавлены в iOS 15.4.
- Вход на веб-сайт с паролем был добавлен в iOS 15.4.
- Apple Store включает новую функцию «Оплата с помощью iPhone в Apple Store, покупка в Интернете или покупка приложений, подписок и других услуг»; поддержка этой функции была добавлена в iOS 15.5.
- Экстренный вызов SOS был улучшен в iOS 15.2[35].
- Настройки экстренного вызова SOS были изменены на «Вызов с удержанием для всех пользователей» и «Вызов с 5 нажатиями» в iOS 15.4. Однако экстренный вызов SOS «Вызов с 5 нажатиями» был удален и отключен из настроек в iOS 15.5.
- Сломанный переключатель для отключения доступа к данным iCloud в Интернете был удален из настроек в iOS 15.4.
- В iOS 15.4 была добавлена возможность отключать уведомления для персональных автоматов в ярлыках.
- Настройка ТВ-приложения выберет «Настройки» и выберет параметры «Кадр» или «Афиша» для отображения «Далее», которое было добавлено в iOS 15.4.
- В iOS 15.0–15.1 Face ID был отключен на iPhone 13-серии после замены экрана стороннего производителя. Это больше не так, начиная с iOS 15.2. Идентификатор лица был исправлен и повторно включен в iOS 15.4.
- Проблема с неполной работой анимации 120 Гц на iPhone 13 Pro и Pro Max была исправлена в iOS 15.4.
- Маска для лица и очки для Face ID были добавлены в iOS 15.4.
- Записи о прививках в приложении «Здоровье» были добавлены в iOS 15.4.